# Frédéric Lix
Frédéric Lix, ovvero Frédéric-Théodore Lix (Strasburgo, 18 dicembre 1830 – Parigi, 23 febbraio 1897), è stato un pittore e illustratore francese.

## Biografia
Frédéric Lix fu allievo di Théodore Guérin e di Martin Drolling all'École nationale supérieure des beaux-arts di Parigi. Pittore alsaziano, egli compose scene di contadini con accenti realistici. Egli trattò anche il dipinto storico e quello religioso.
È sepolto nel cimitero di Montparnasse.

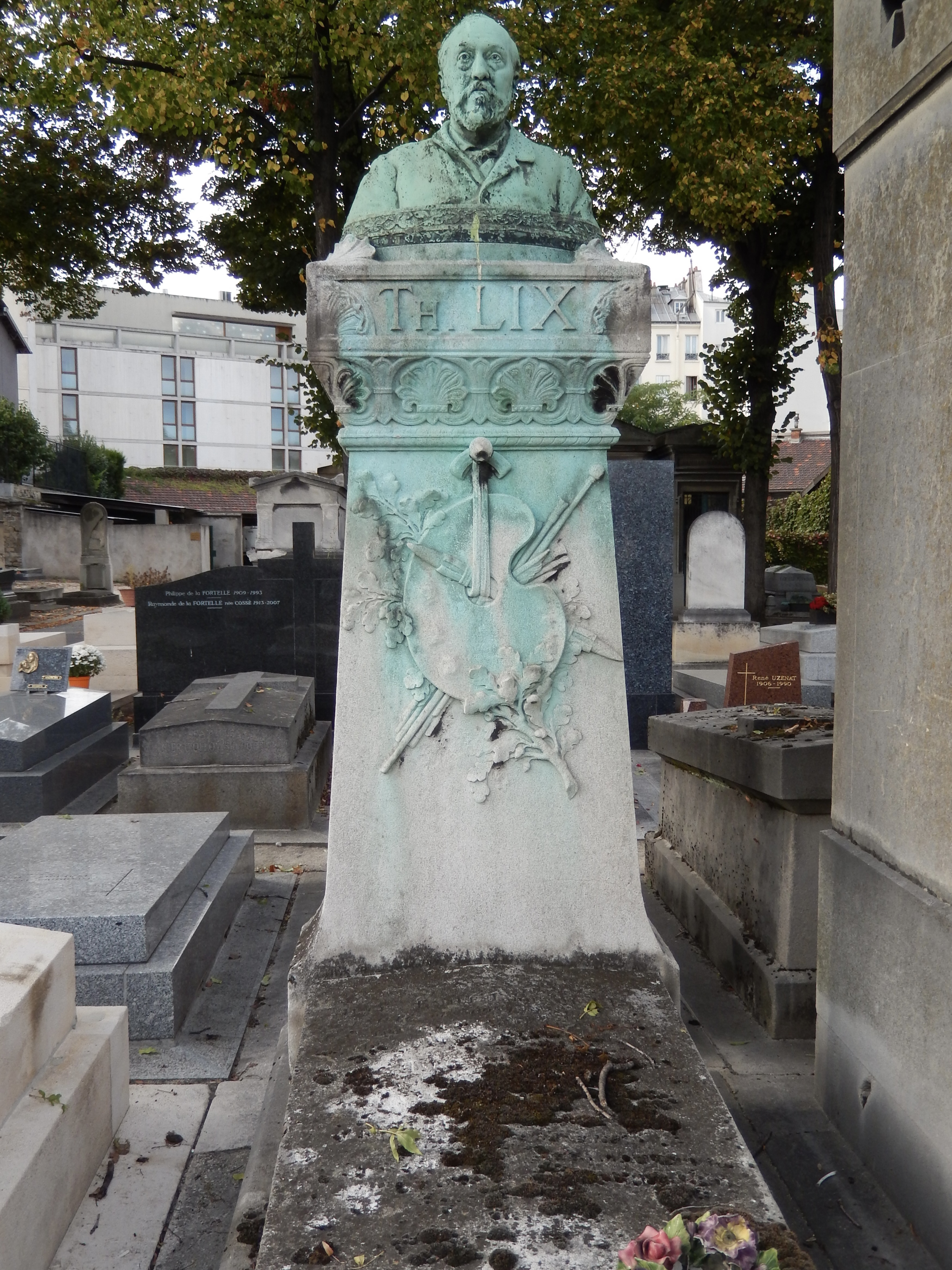
Tomba di Frédéric Théodore Lix (cimitero di Montparnasse)

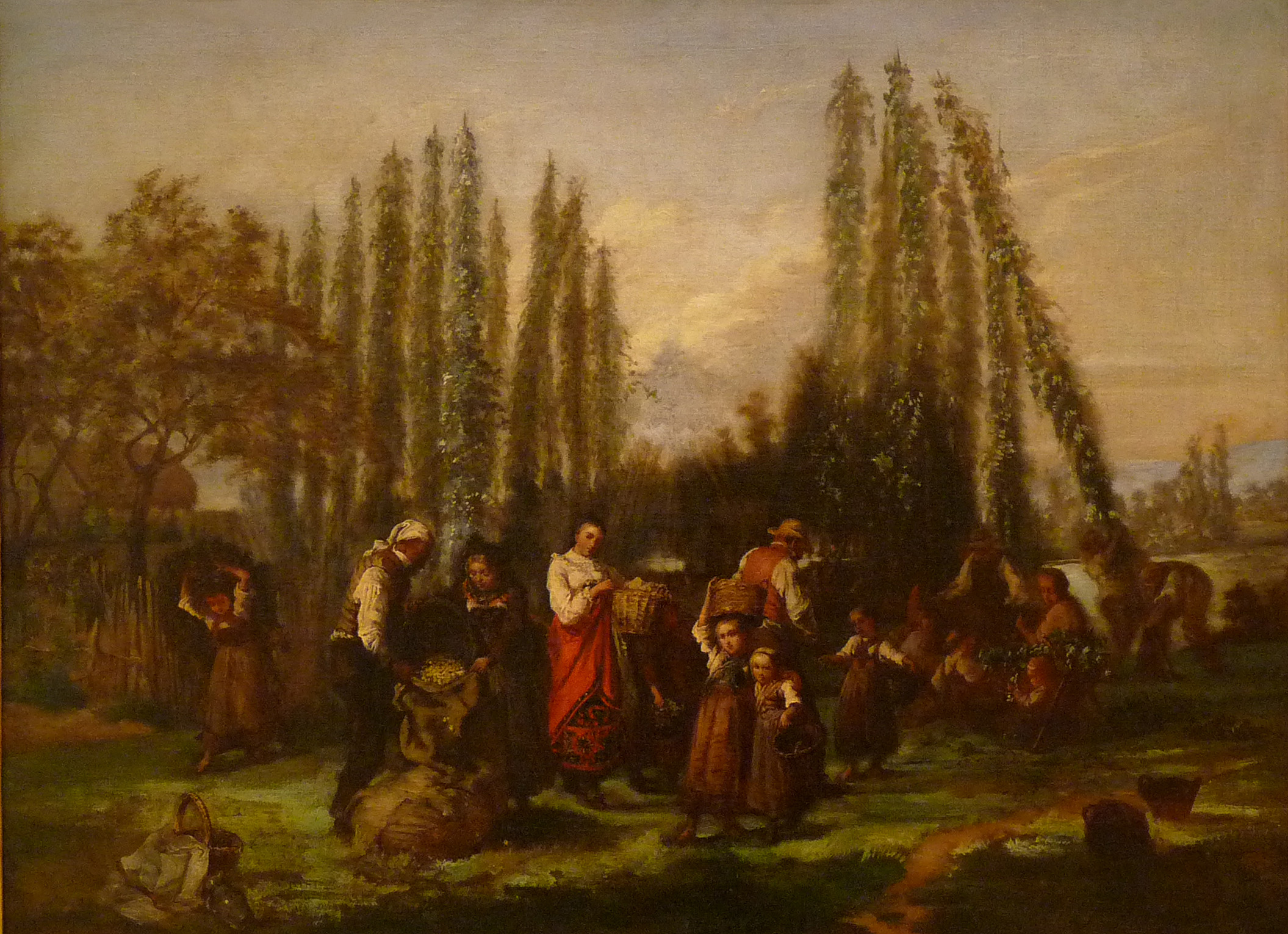
La raccolta del luppolo in Alsazia

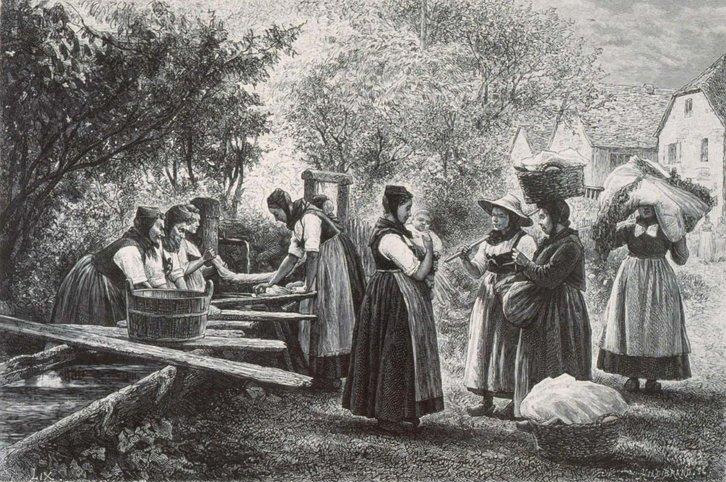
Il bucato a Metzeral